# Podi
Podi är en ort i Montenegro. Den ligger i den sydvästra delen av landet, 60 km väster om huvudstaden Podgorica. Podi ligger 175 meter över havet och antalet invånare är 1 199.
Terrängen runt Podi är bergig. Havet är nära Podi åt sydväst. Runt Podi är det ganska glesbefolkat, med 48 invånare per kvadratkilometer. Närmaste större samhälle är Herceg Novi, 1,3 km söder om Podi. Omgivningarna runt Podi är en mosaik av jordbruksmark och naturlig växtlighet.